# 아이온뷰역
아이온뷰역 (Ionview stop)은 토론토 지하철에 새로 지어지고 있는 경전철 노선인 5호선 에글린턴선의 정차역이다. 토론토 아이온뷰 지역의 아이온뷰 로드와 에글린턴 애비뉴에 있는 이 역은 추후 개통을 앞두고 있다.
이 정류장은 에글린턴 중심부를 따라 아이온뷰 로드 서쪽에 지어지며, 승강장은 나란히 상대식으로 지어진다. 두 승강장 간은 아이온뷰 서쪽에 있는 횡단보도를 통해 건널 수 있다.

## 버스 연결편
2022년 2월 기준, 5호선 에글린턴이 개통하는 대로 이 역에는 마운트데니스역과 케네디역 간을 운행하는 34번 에글린턴 버스가 정차할 예정이다.

## 인접한 역
| TTC 에글린턴 크로스타운선    | TTC 에글린턴 크로스타운선               | TTC 에글린턴 크로스타운선 |
| ---------------------------- | --------------------------------------- | ------------------------- |
| 버치마운트 마운트데니스 방면 | 5호선 에글린턴 크로스타운선 (개통 예정) | 케네디 방면               |